# Kyjovská radnice
Radnice v Kyjově je dvoupatrová renesanční stavba z let 1561–1562 v západní části Masarykova náměstí. Jedná se o budovu čp. 30 na pozemku parcelní číslo st. 210/1. Městská dominanta je chráněna jako národní kulturní památka.

## Historie

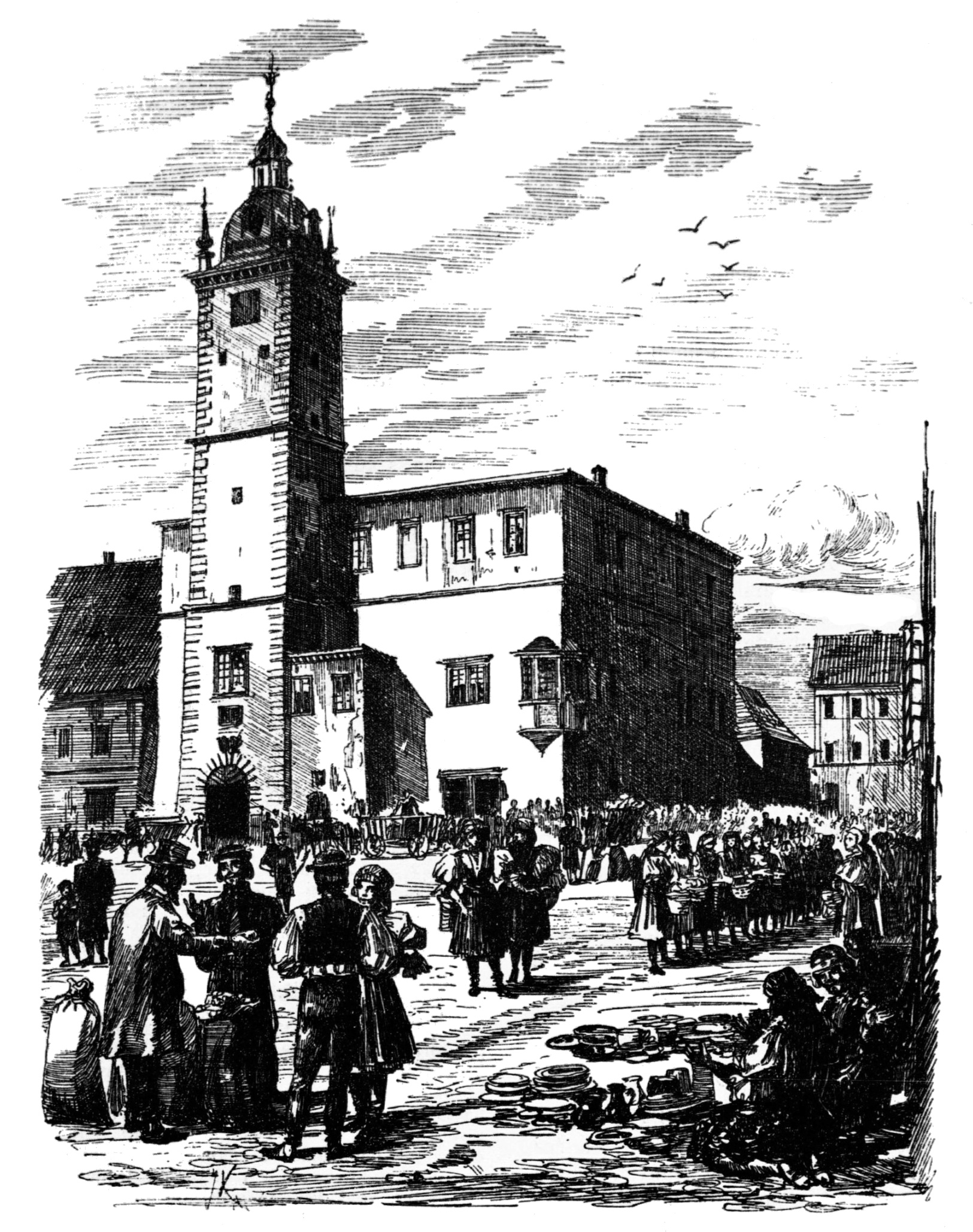
Radnice v roce 1887

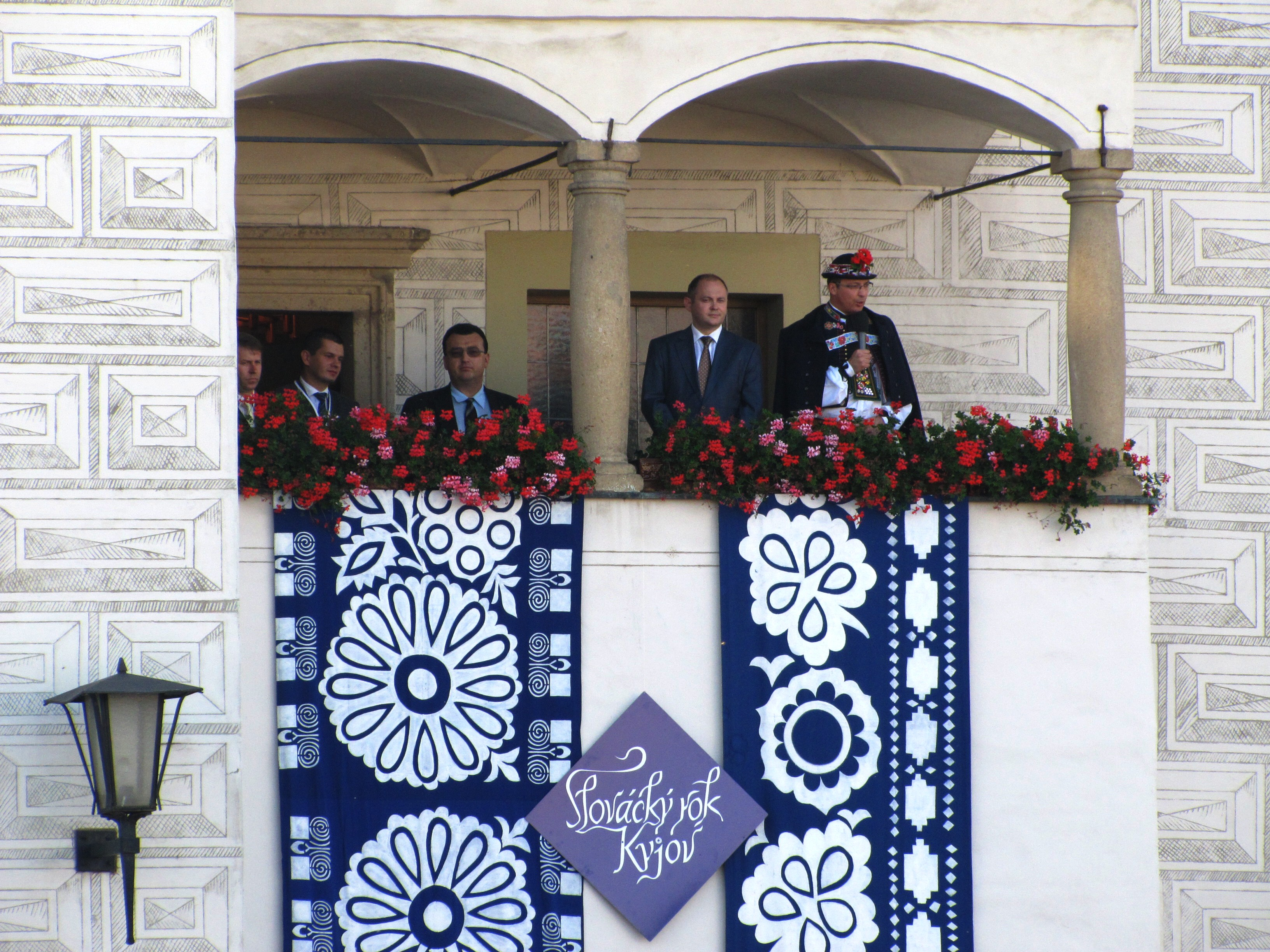
Starosta města zahajuje z balkonu radnice Slovácký rok

V letech 1126–1539 byl Kyjov majetkem kláštera Hradisko u Olomouce. V roce 1539 klášter město prodal Janu Kunovi z Kunštátu a jeho synové zase v roce 1548 Janu Kropáčovi z Nevědomí a na Litenčicích za 9 000 zlatých. Toto rozhodnutí vyvolalo nespokojenost kyjovských měšťanů, kteří vyslali deputaci pod vedením Václava Bzeneckého staršího k císaři Ferdinandu I. Habsburskému do Augsburgu. Ten zde pobýval na Říšském sněmu. 18. srpna 1548 rozhodl, že město přejde do majetku České komory poté, co se kyjovské obyvatelstvo sbírkou vyplatilo z majetku Jana Kropáče za 7 800 zlatých. Václav Bzenecký byl za své zásluhy zvolen prvním primátorem Kyjova a pod jeho vedením v letech 1548–1575 město zažilo ekonomický a stavební rozvoj. Během této doby byly postaveny tři kamenné obranné věže, sladovna a náměstí bylo vydlážděno. Nejvýznamnější stavbou byla však radnice, která byla postavena v letech 1561–1562. Nad jejím vstupem je dodnes umístěna pamětní deska připomínající zásluhy Václava Bzeneckého o  její výstavbu. 
Náklady na stavbu radnice činily 5 000 zlatých a provedli ji italští stavitelé a kameníci, kteří byli tehdy na Moravě usazeni. Ještě v roce 1577 je v Kyjově doloženo 6 usazených italských rodin. Radnice byla později několikrát přestavována a často zasažena požárem. V roce 1582 byla radniční věž zvýšena, získala nový kryt a na její vrchol umístěn rakouský orel. V roce 1668 je zaznamenáno, že městská rada se na radnici scházela pravidelně jednou týdně a schůze byly svolávány zvonem zavěšeným vedle vrat. V roce 1676 byla věž nově pokryta. 23. května 1679 byla radnice poničena požárem. V roce 1680 jsou připomínány věžní hodiny s cimbálem. V roce 1701 byla radnice postižena opět požárem, který se rozšířil ze sousedního židovského města. Rozsáhlý požár, který postihl větší část města, vypukl v židovské čtvrti 8. září 1721 a radnice i s věží vyhořela. O Velikonocích roku 1726 shořela od požáru z židovských domů radniční střecha. Poslední velký požár přišel v roce 1876. Při opravách bylo rozhodnuto o výměně staré barokní báně na věži za renesanční, kterou navrhl vídeňský profesor Karl König a za 4 600 zlatých provedl místní stavitel Václav Paterna. Při této přestavbě nebo až při další v roce 1905 bylo přebudováno půdní polopatro na plnohodnotné druhé patro.
V letech 1868–1948 na radnici sídlil i okresní soud a její součástí byla na dvoře i věznice a popraviště. Naposled zde byl 19. srpna 1946 oběšen příslušník Gestapa Willi Kunz.
Na počátku 70. let 20. století proběhly další stavební úpravy, během nichž byla ve sklepeních vybudována radniční vinárna, obnovena původní renesanční fasáda a vznikl také radniční balkon. Ten je využíván při slavnostních příležitostech k projevům, zahajování Slováckého roku apod. Během své návštěvy města z něj 8. března 1990 promluvil prezident Václav Havel.
V roce 2000 byl před plánovanou přístavbou zadního traktu radnice proveden záchranný archeologický průzkum. Našly se zde pozůstatky srubu z první třetiny 11. století, který později shořel. Byl nalezen i renesanční sklep z cihel a vedle sklepa základy domu pravděpodobně z přelomu 15. a 16. století. Části keramických nádob pocházely z 14. a 15. století. V roce 2001 byl dostavěn zadní trakt radnice i se dvorem. V traktu je sedm kanceláří sociálního odboru, zasedací místnost pro městskou radu, Radniční galerie v přízemí a kvelbený sklep pro společenské akce. Celá část je bezbariérová, s venkovním výtahem a samostatným vchodem ze severní strany. Novou kruhovou kašnu na dvoře navrhl městský architekt Vladimír Vašíček.
1. ledna 2003 se stal Kyjov obcí s rozšířenou působností a některé odbory byly přesunuty z radnice do budovy na východním konci Masarykova náměstí a do části budovy Komerční banky. V současnosti slouží radnice jako sídlo Městského úřadu a je veřejnosti přístupná během pracovních dnů. Prohlídku s průvodcem zajišťuje kyjovské infocentrum.
Od roku 1998 se na radnici 10. března vyvěšuje vlajka pro Tibet a od roku 2010 vždy 5. července moravská vlajka. Vláda České republiky na svém zasedání 6. prosince 2023 prohlásila radnici za národní kulturní památku.

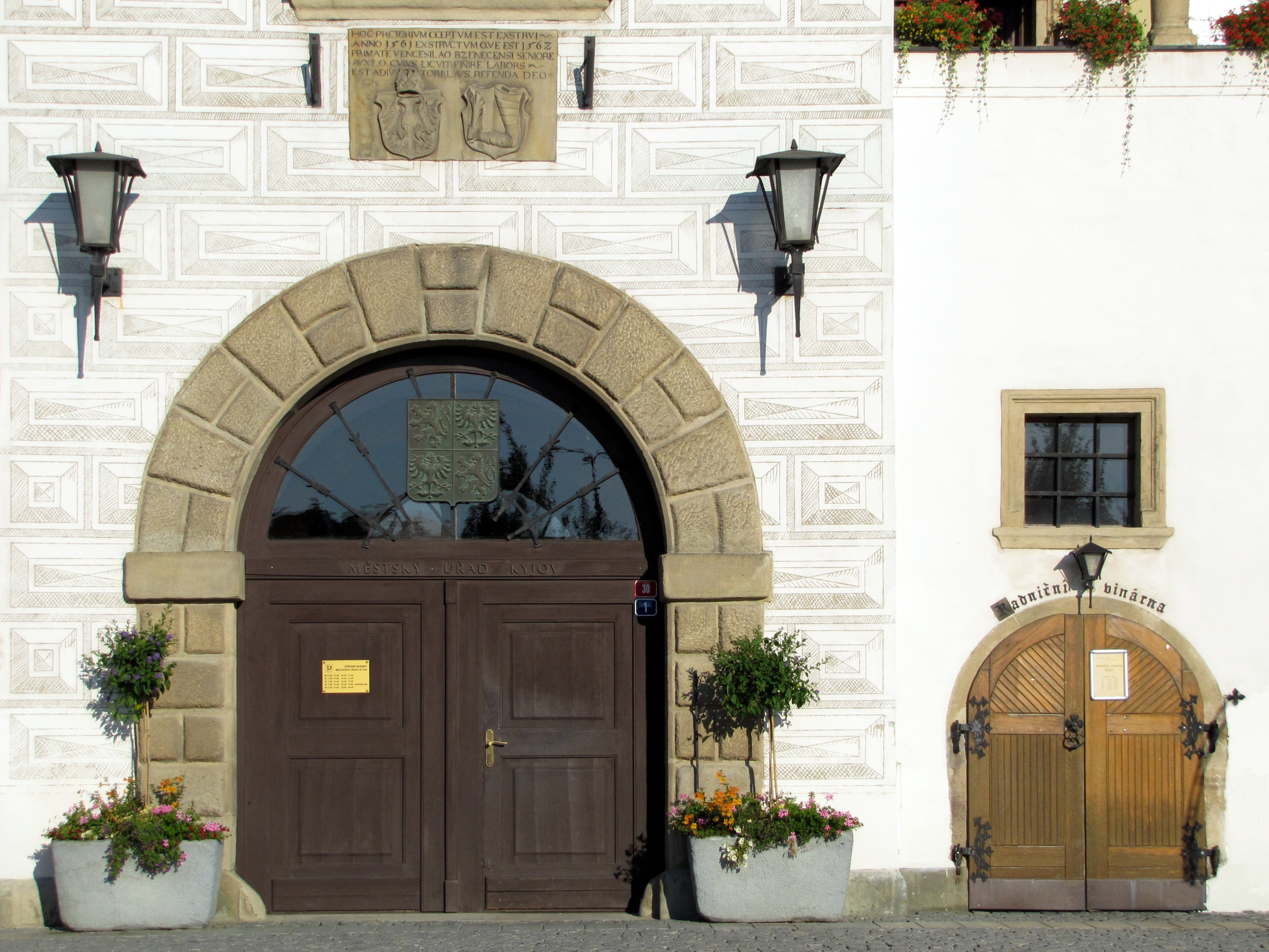
Hlavní vchod
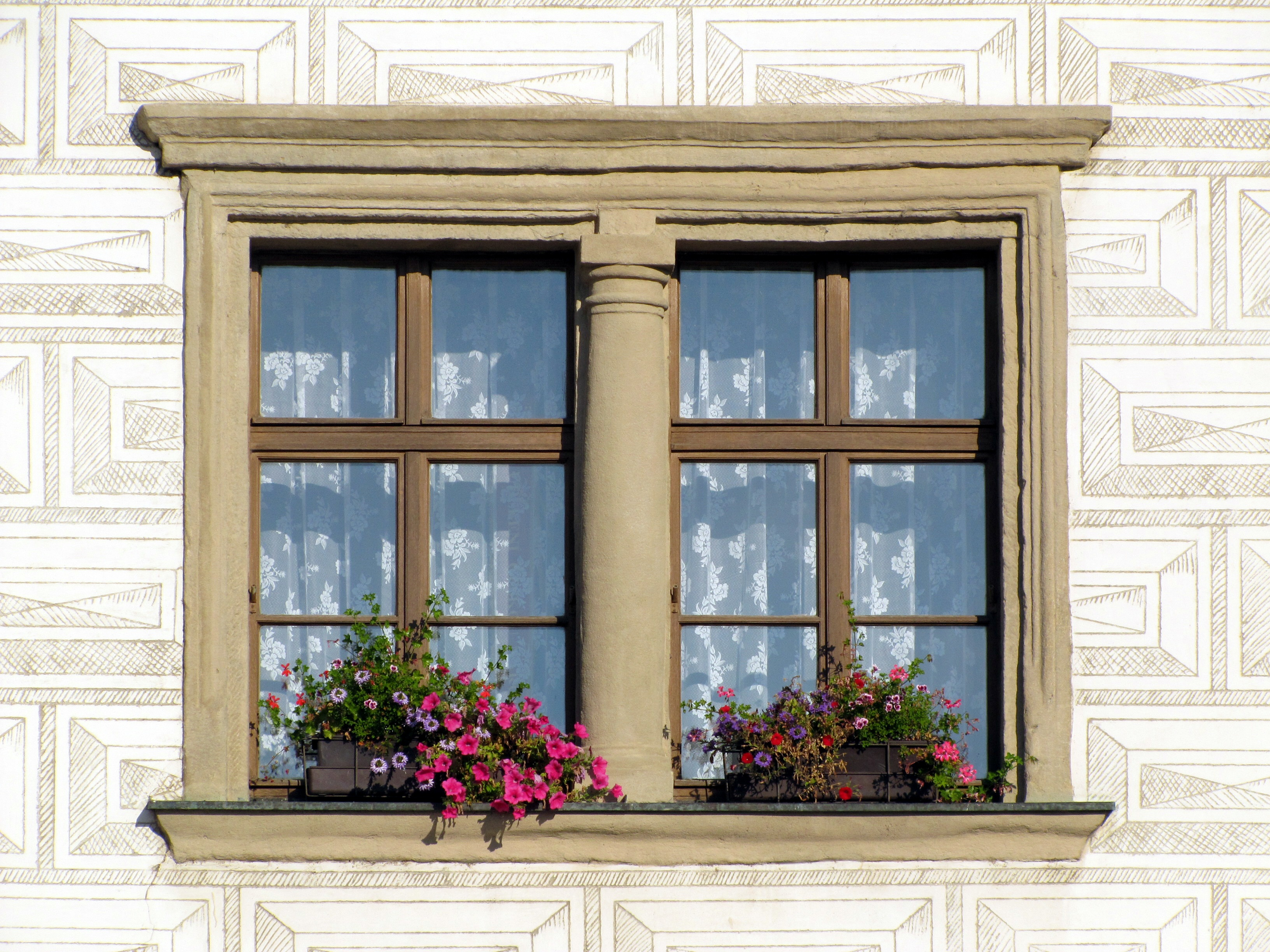
Okno v prvním patře
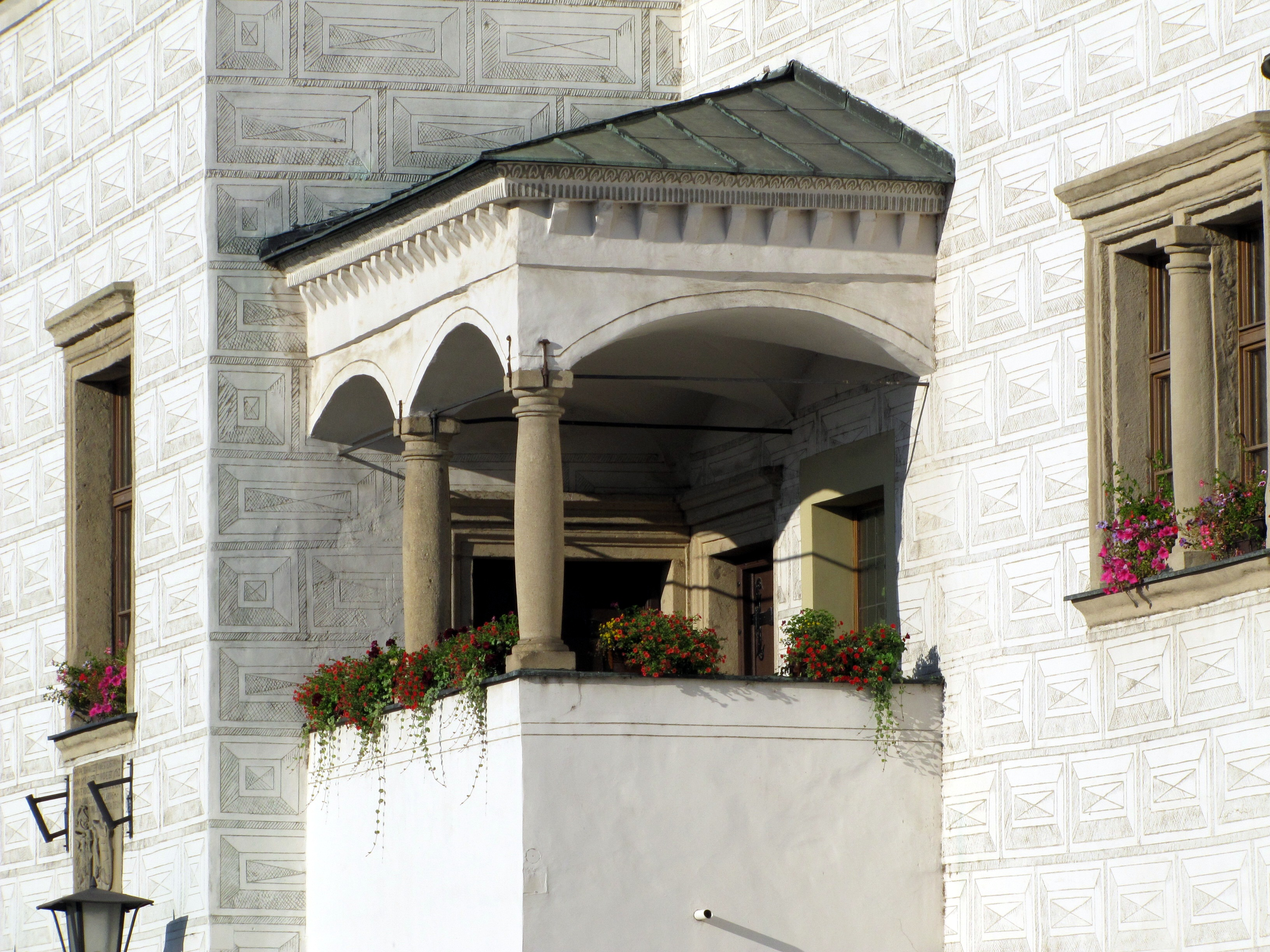
Radniční balkon

## Popis

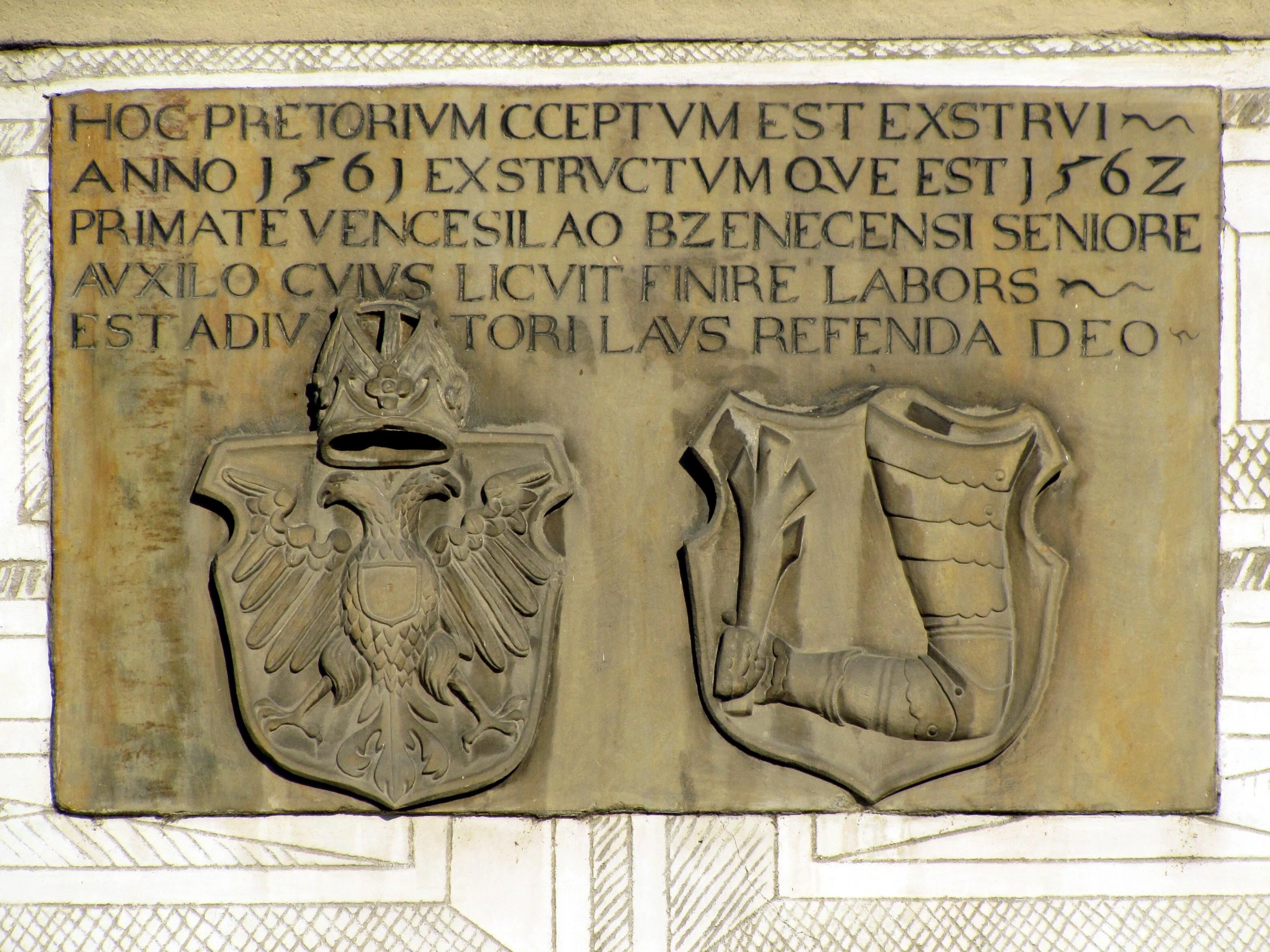
Pamětní deska nad vchodem

Dvoupatrová budova je široká 22 metrů a předsunutá věž je vysoká 39 metrů. Nad hlavním vchodem je umístěna pamětní deska s dvouhlavým rakouským orlem, městským znakem a latinským nápisem: HOC PRAETORIUM COEPTUM EST EXSTRUI ANNO 1561 EXSTRUCTUMQUE EST 1562 PRIMATE VENCESLAO BZENECENSI SENIORE. AUXILIO CUIUS LICUIT FINIRE LABORES, EST ADIUTORI LAUS REFERENDA DEO. (Česky: Tato radnice začala být budována roku 1561 a byla dokončena roku 1562 za primátora Václava Bzeneckého staršího. Bohu, jehož pomocí jsme mohli práci dokončit, buď vzdána chvála a čest.) Vpravo od hlavního vchodu je menší vchod do radniční vinárny pod budovou.
Vrata u obou vchodů byla ve špatném technickém stavu a v roce 2015 byla vytvořena nová podle historických fotografií z roku 1905 a také podle návrhu Státního ústavu pro regeneraci památkových objektů a měst ze 70. let 20. století. Výměnu provedl truhlář Jiří Novák z Bánova. Nad vchodem do vinárny je prvním patře malý balkon, na který vedou dvoje dveře. Jedny byly vyrobeny jako replika původních v roce 1970. Druhé jsou samostatně chráněnou památkou. 
Během renovace a průzkumu obou dveří v roce 2016 bylo zjištěno, že starší dveře jsou původní dílo z doby výstavby radnice. Byly vyrobené z ovocného dřeva, pravděpodobně hrušky, s rámem z dubového dřeva. Ve spodní části dveří byl nalezen malý kruhový otvor, pravděpodobně pro kočku, který byl později zabedněn. Po odstranění nátěrů ze zdobeného kování se ukázaly netypické kresby s rostlinnými motivy. Tyto dveře sloužily jako vstup mezi venkovním schodištěm a prvním patrem. Až po rekonstrukci radnice v roce 1970 se začaly používat pro vstup na vybudovaný balkon.
V prvním patře na rohu budovy je také válcový arkýř se čtyřmi okny ozdobený sgrafity s ptáky a rostlinnými motivy. Omítka budovy je zdobena psaníčkovým sgrafitem až do výšky druhého patra, zatímco věž je pokryta sgrafitem nad úroveň hlavní budovy. Ve vstupním prostoru je po levé straně pamětní deska připomínající významná data v historii města: Kyjov *1126 1. písemný doklad – trhová ves *1510 Sídlo kraje *1515 Povýšení na město *18. 8. 1548 Vlastním vyplacením ze zástavy stává se svobodným městem královským *1562 Postavena radnice *1760 Založeno latinské gymnasium *1896 Ustavuje se opět česká správa města *28. 4. 1945 Osvobození Rudou armádou *1974 Dokončena obnova radnice.
V chodbě prvního patra je od roku 1998 umístěna busta T. G. Masaryka, kterou radnici daroval akademický sochař Václav Adolf Kovanič. Masaryk navštívil Kyjov 27. června 1924. V zasedací síni v přízemí je obrazová galerie kyjovských starostů. V salonku prvního patra je obraz Alegorie od Joži Uprky, který měl v Kyjově ateliér. Obraz byl v majetku kyjovské pobočky České spořitelny, která jej nechala zrestaurovat a v roce 2002 jej trvale zapůjčila radnici. Obřadní síň byla v roce 1976 vyzdobena čtyřmi nástěnnými malbami akademického malíře Františka Kudláče. První tři malby znázorňovaly tři mezníky v životě člověka: narození, svatbu a odvod. Čtvrtá malba zobrazovala dožínky. Při rekonstrukci síně v roce 1998 byly malby zakryty sádrokartonem.

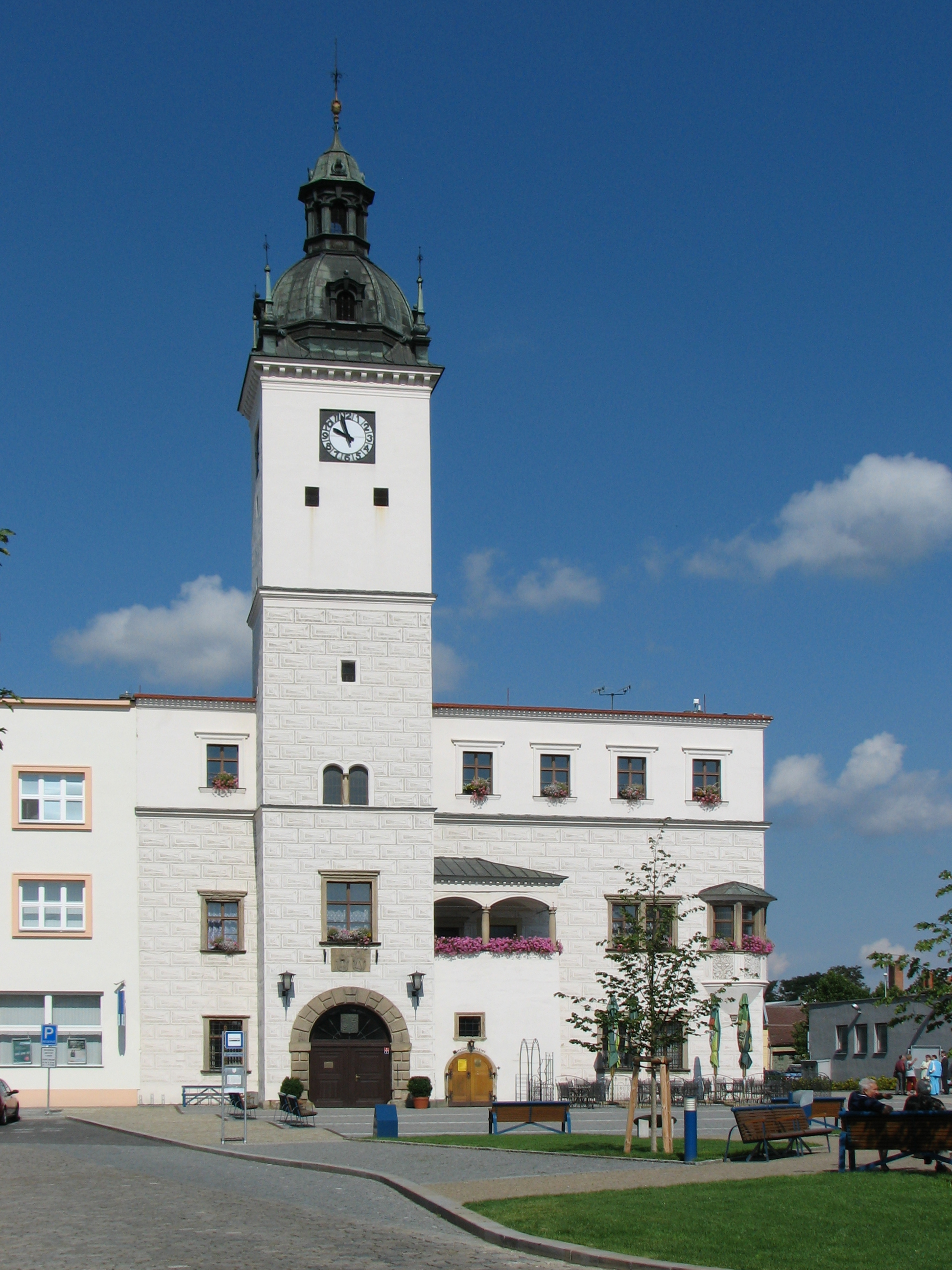
Jihovýchodní pohled
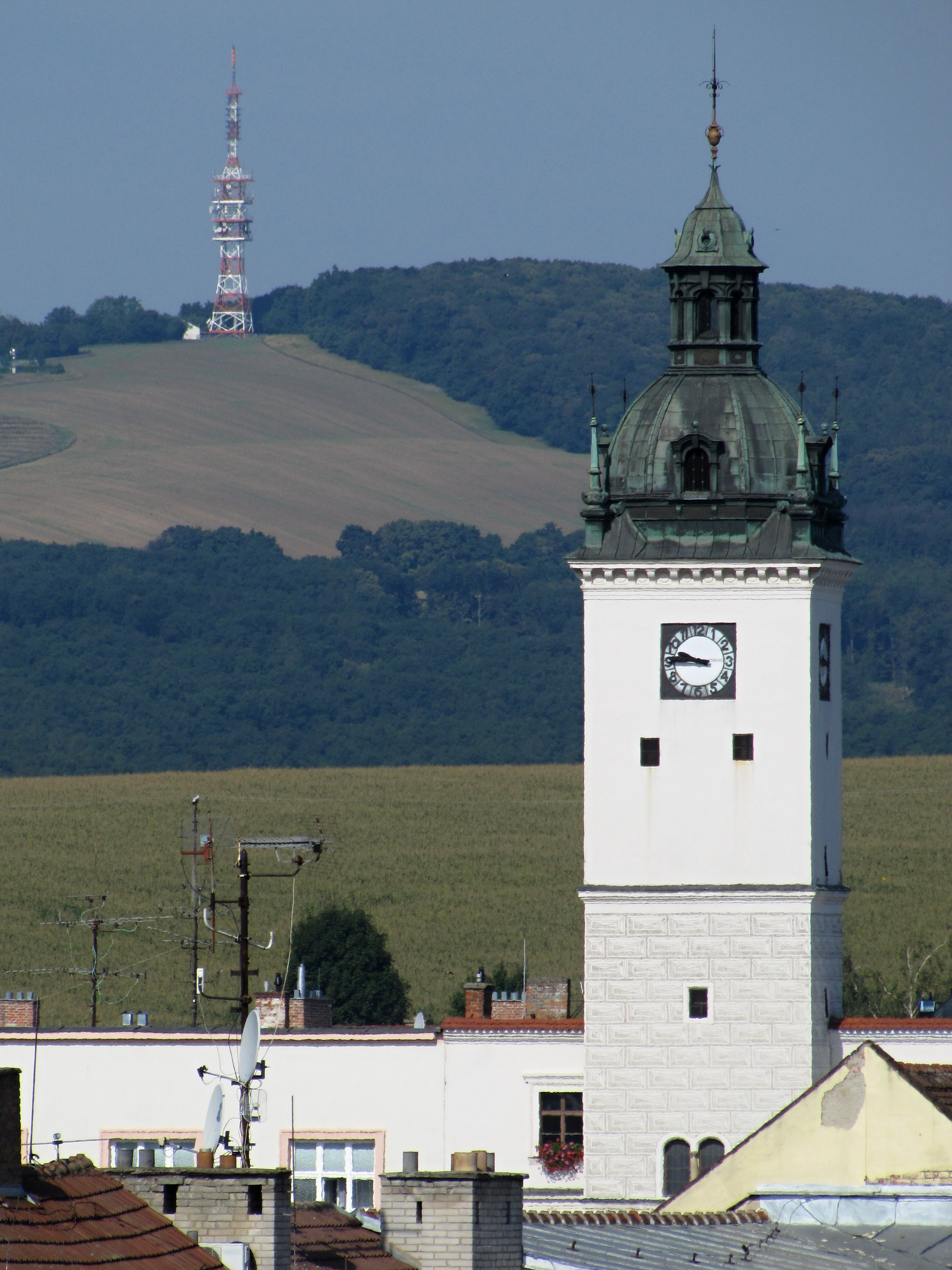
Pohled na věž a Strážovský kopec od kaple sv. Josefa
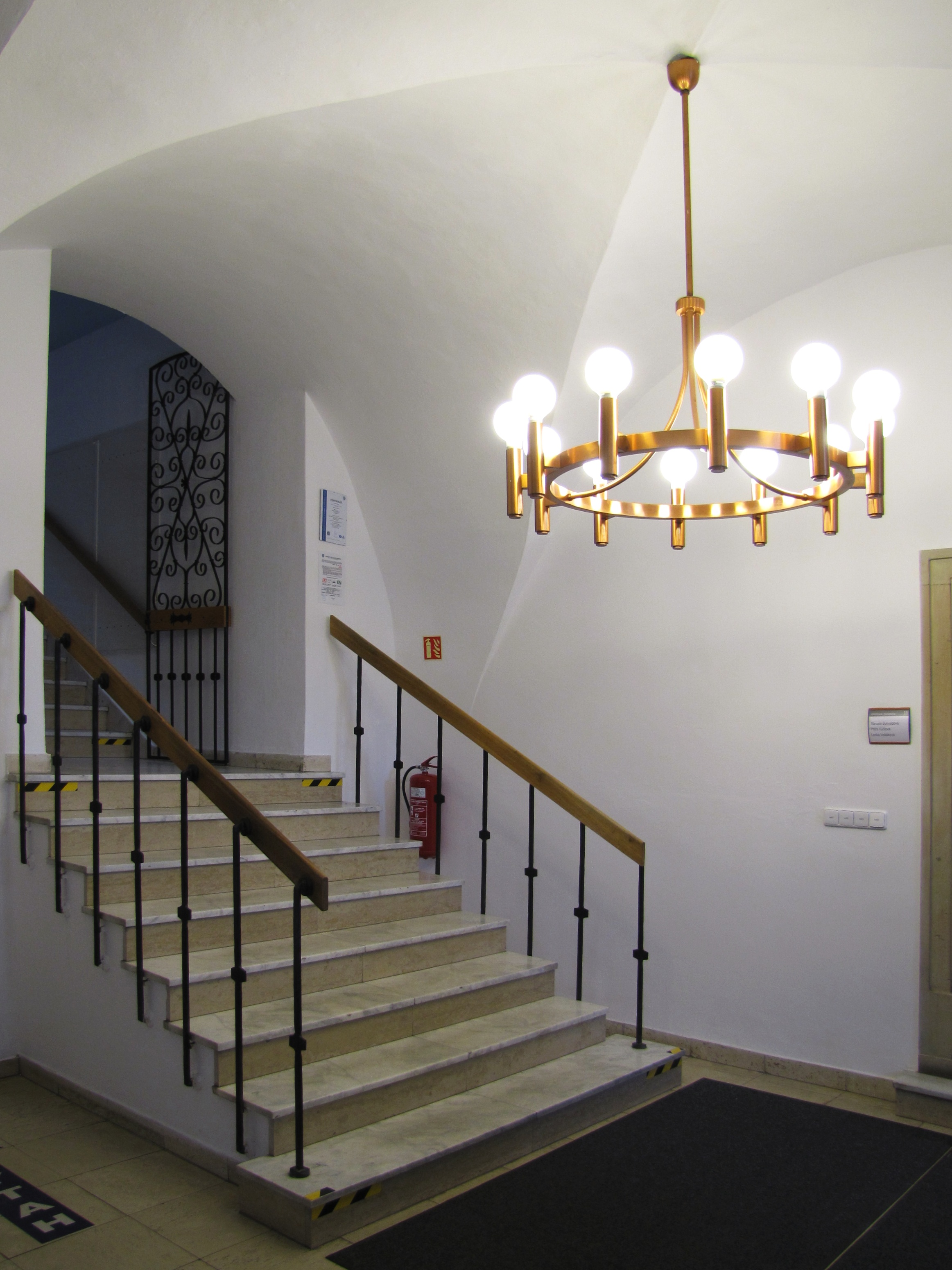
Interiér přízemí radnice
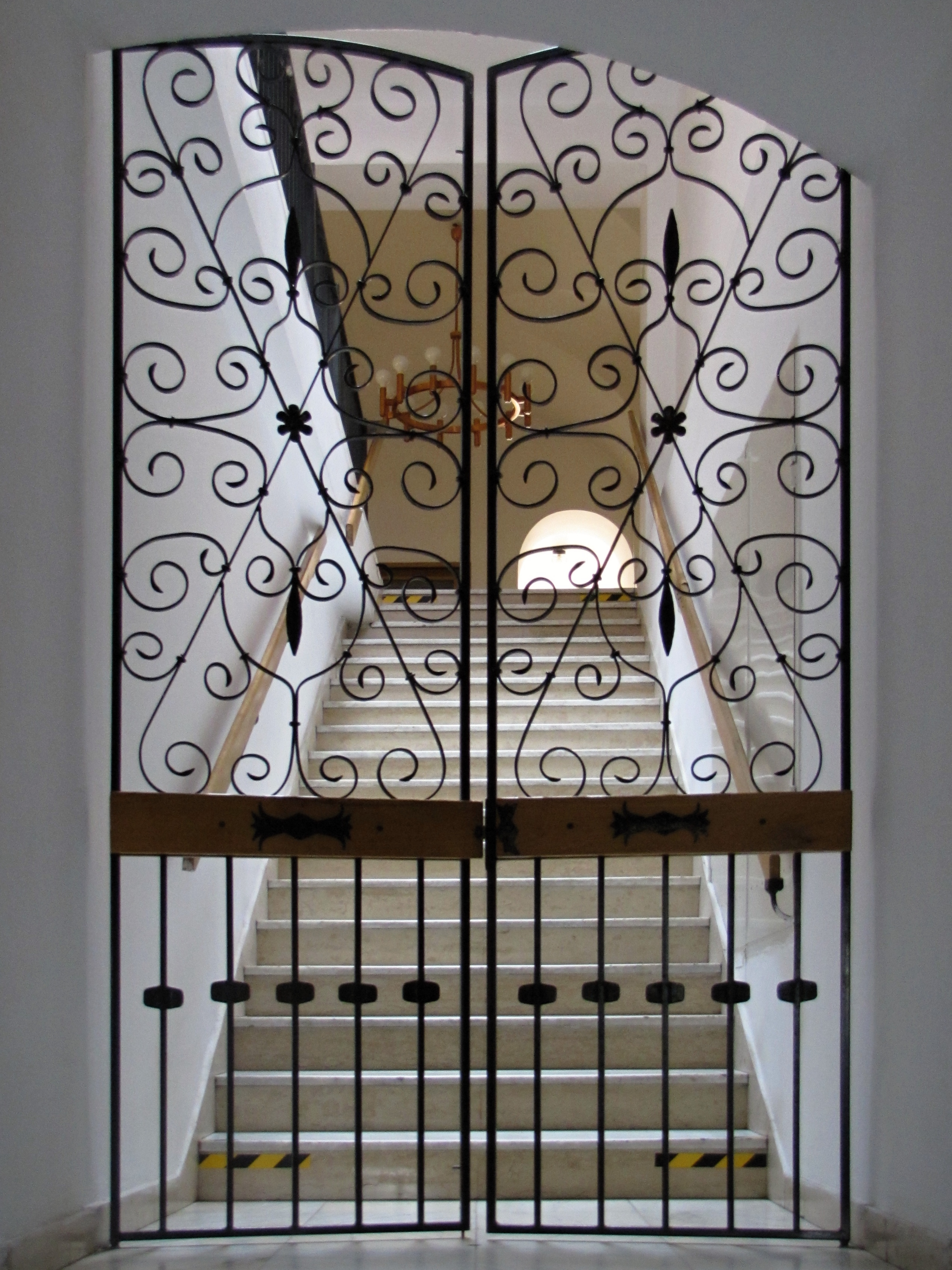
Ozdobná mříž na schodišti
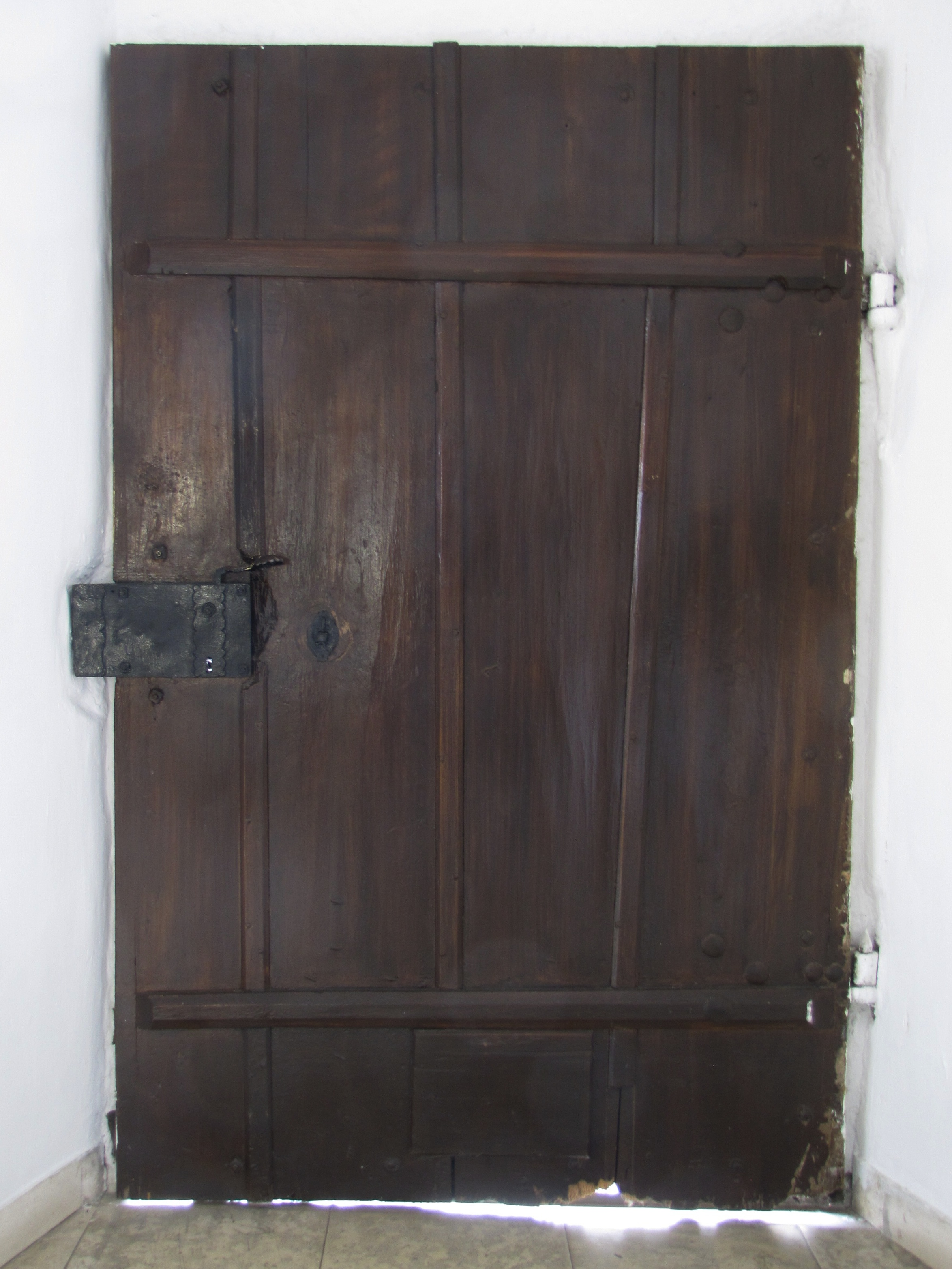
Původní dveře na balkon z 16. století
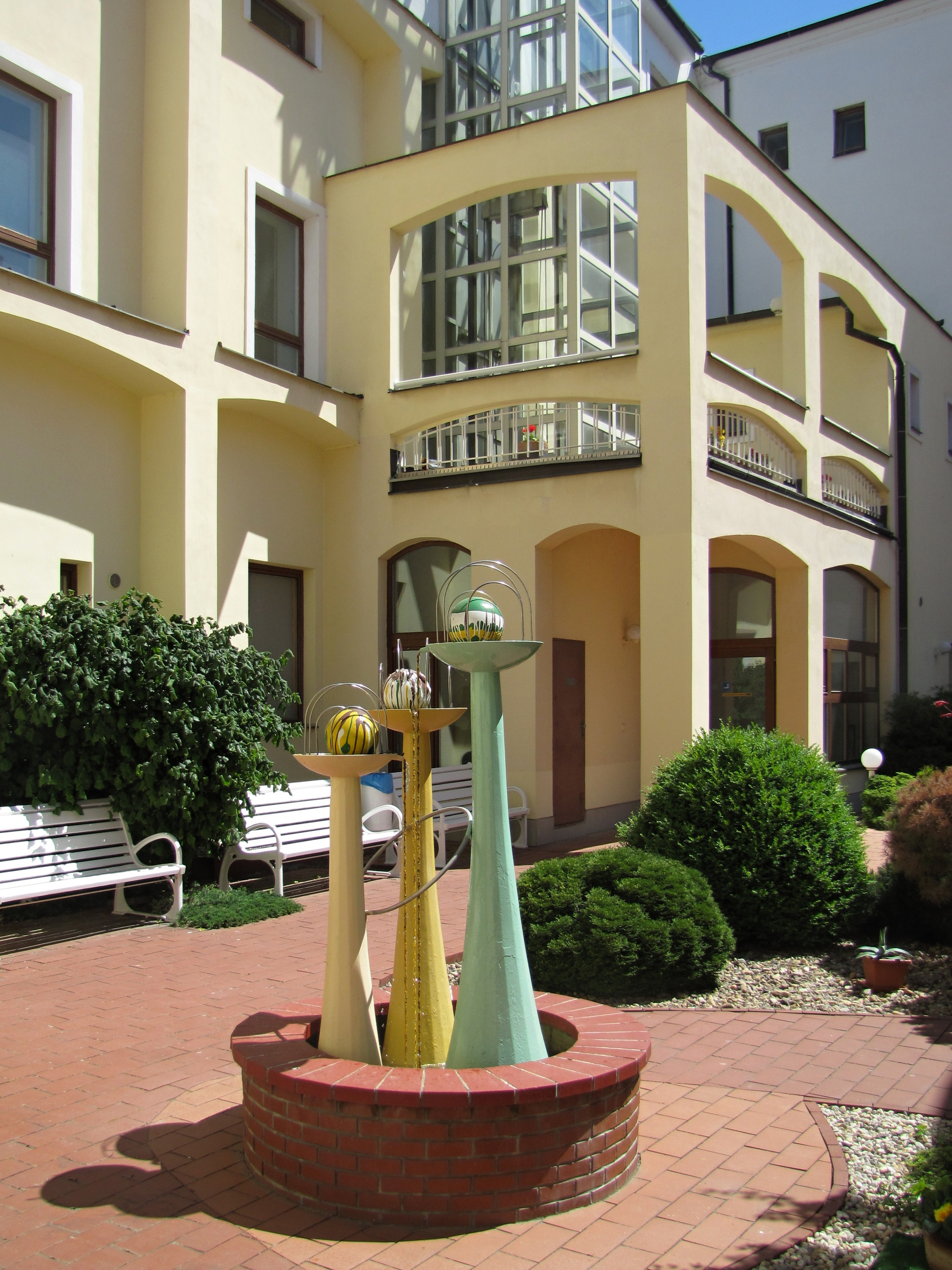
Kašna na dvoře zadního traktu
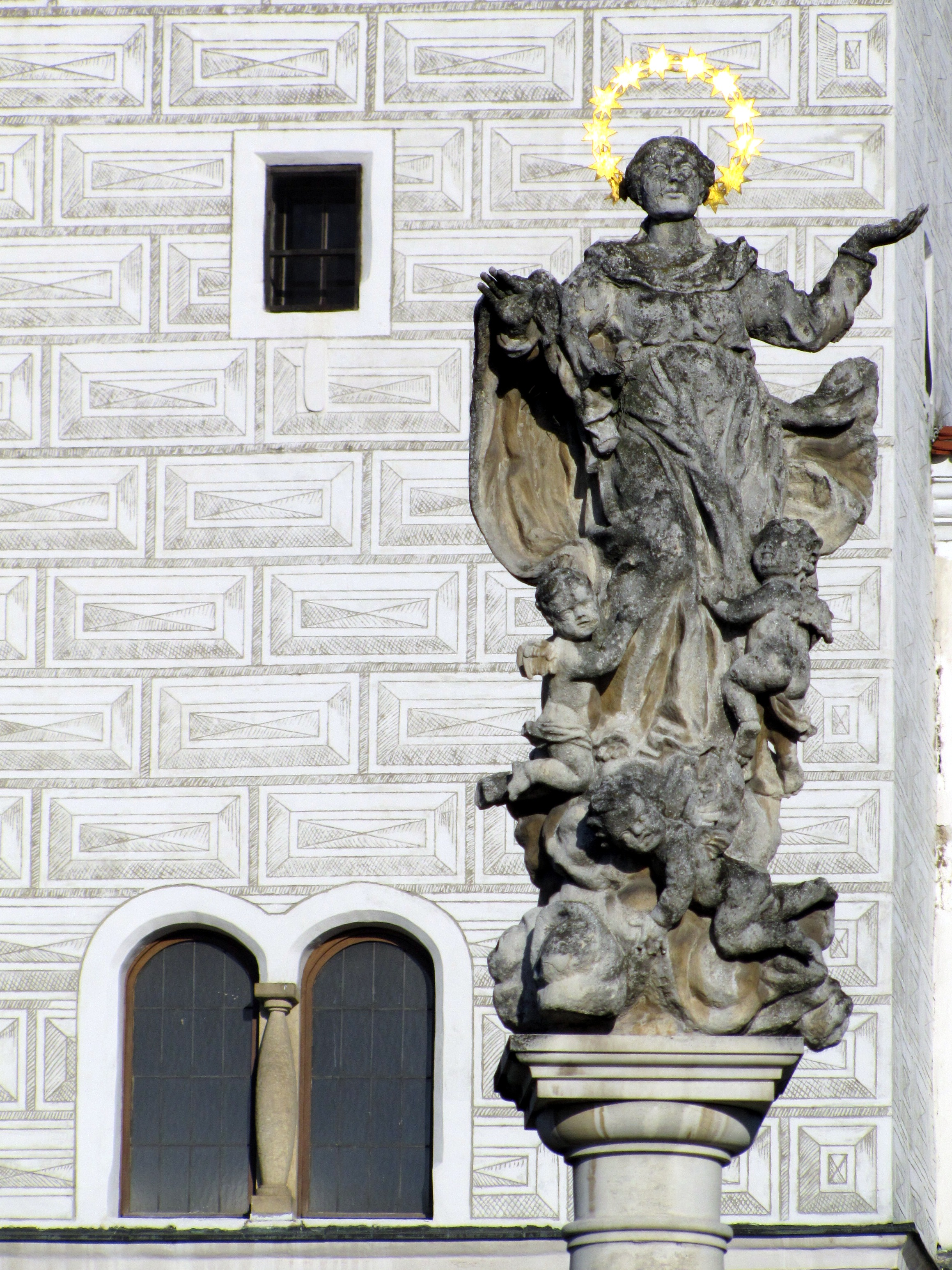
Mariánský sloup před radnicí

## Kyjovský loket

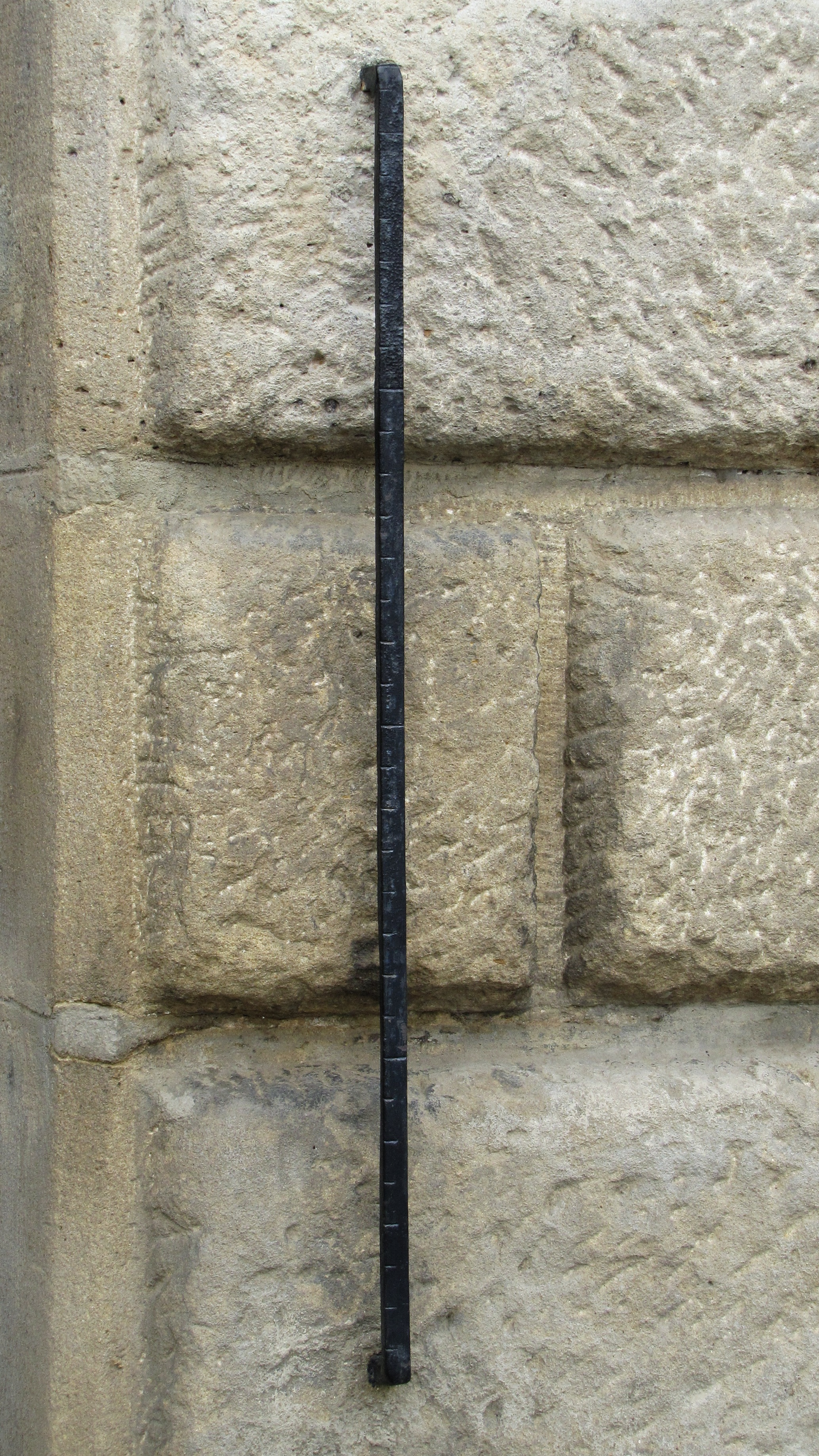
Kyjovský loket

Vpravo při vstupu do radnice je ve zdi připevněn železný etalon tzv. kyjovského lokte. Sloužil k porovnání s měřidly trhovců, kteří každý týden prodávali na náměstí mezi radnicí a kostelem. Původ lokte nebyl znám a nebylo ani jasné, zda jde o tzv. moravský nebo dolnorakouský (vídeňský) loket. Délka moravského a vídeňského lokte se lišila asi o 1 cm a dokonce v každém městě mohl mít loket nepatrně jinou délku. Železné lokte byly často umisťovány na důležité budovy ve městech a doposud se jich v České republice zachovalo nejméně 14. Pouze dva jsou na Moravě, a to v Kyjově a na radnici v Moravské Třebové.
V roce 2013 provedl Petr Cikrle z Vysokého učení technického v Brně se svými studenty podrobný průzkum kyjovského lokte. Kyjovský loket v současnosti měří 77,59 cm, podobně jako dolnorakouský. Je však dělen na 30 dílků (palců) o délce 24,7 mm, což naopak odpovídá délce českého nebo moravského palce. Na koncích železné tyče jsou navíc dva zbytkové dílky. Cikrle se domnívá, že zde byl původně umístěn moravský loket s 32 vyznačenými palci, patrně ze 17. století. Kolem roku 1758 byl v souvislosti s měrnou reformou Marie Terezie z obou stran zkrácen tak, aby odpovídal délce dolnorakouského lokte, ovšem zbylé dělení na původní moravské palce již na tyči zůstalo. Loket oficiálně sloužil do roku 1875, kdy Rakousko-Uhersko přešlo na metrickou soustavu.

## Okolí

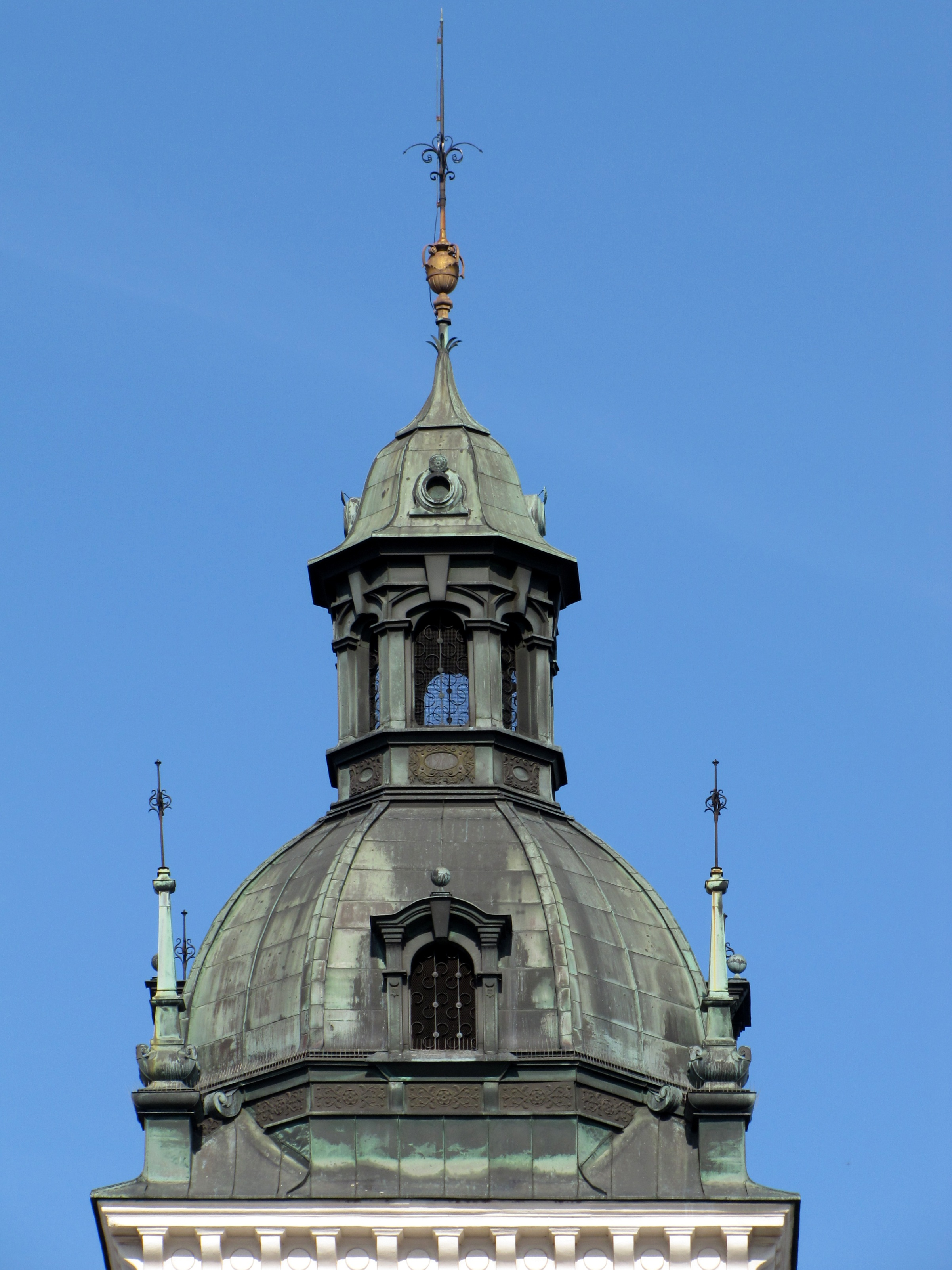
Kryt radniční věže z roku 1876

Z jižní strany s radnicí sousedil Přikrylův hostinec, který byl v srpnu 1925 zbořen a nahrazen dvoupatrovou budovou Městské spořitelny dle návrhu brněnského architekta Miloslava Kopřivy (1894–1968). Stavbu stejně vysokou jako radnice provedl místní stavitel Josef Polášek a slavnostní otevření proběhlo na Světový den spoření 31. října 1926.
Ze severní strany k radnici přiléhalo židovské město se synagogou. Koncem 60. let 20. století byly židovské domy i synagoga zbořeny a roku 1973 zde byl postaven Dům kultury. Ten v roce 2013 prošel rozsáhlou rekonstrukcí.
Ve 20. letech 17. století byl asi 40 metrů před radnicí vztyčen mariánský sloup, který městu daroval olomoucký kardinál František z Ditrichštejna jako dík za věrnost města císaři Ferdinandovi II. během povstání českých stavů. Při povstání se totiž Kyjov přidal 8. srpna 1619 k císařskému generálovi Dampierreovi, který císaři poslal vojenskou pomoc proti českým stavům. Za to město od Dampierra získalo 5. října tzv. ochranný list a v pobělohorské době bylo ušetřeno trestů, které postihly jiná královská města. Za tento postoj naopak město utrpělo na konci října 1623, kdy do města vpadlo vojsko Gabriela Betlena a město zcela vyplenilo. Několik měšťanů se po čtyři týdny bránilo v radniční věži. Sloup měl být také pobídkou ke stavbě nového kostela na náměstí, k níž však došlo až v letech 1713–1720. Kardinál Ditrichštejn v Kyjově alespoň založil bratrstvo Nanebevzetí Panny Marie, které každý sobotní večer u sloupu rozžehlo světlo a sloužilo pobožnost.
V roce 1980 byl sloup přemístěn ke kapli sv. Josefa, neboť 7. listopadu toho roku byl mezi radnicí a Domem kultury odhalen pomník V. I. Lenina. 160 cm vysokou bronzovou sochu navrhl sochař Ludvík Kodym (* 1922) s manželkou Boženou (* 1926) a byla odlita v ČKD Blansko. V prosinci 1989 byla socha přemístěna do depozitáře Vlastivědného muzea a sloup se vrátil zpět před radnici.
V blízkosti radnice stával také hostinec U Černého orla, ve kterém se odehrával spolkový život početné německé menšiny. Už v roce 1651 je zde doložena obecní hospoda. V roce 1919 byl přejmenován na Slavii, roku 1961 rekonstruován a jako hostinec a hotel s kapacitou přes 60 lůžek sloužil asi do roku 1999. V současnosti zde mají ordinace praktičtí a odborní lékaři, sídlí zde lékárna a drogerie Rossmann. Je nazýván jako Lékařský dům Slavia.
Jihozápadně od radnice byl na rohu ulice Svatoborská a náměstí postaven v roce 1973 tříposchoďový Dům služeb, od roku 1995 zde sídlila Komerční banka. Do roku 1976 sloužil prostor před radnicí jako autobusové nádraží. V červenci toho roku bylo přesunuto asi 350 metrů jižně od náměstí.